# Snakes & Arrows
Snakes & Arrows – dziewiętnasty studyjny album kanadyjskiego tria rockowego Rush. Album został wydany 1 maja 2007 roku.

## Lista utworów
1. Far Cry – 5:18
2. Armor and Sword – 6:40
3. Workin’ Them Angels – 4:46
4. The Larger Bowl (A Pantoum) – 4:04
5. Spindrift – 5:23
6. The Main Monkey Business – 6:00
7. The Way the Wind Blows – 6:28
8. Hope – 2:01
9. Faithless – 5:30
10. Bravest Face – 5:11
11. Good News First – 4:50
12. Malignant Narcissism – 2:15
13. We Hold on – 4:11

## Twórcy
- Geddy Lee – śpiew, gitara basowa, melotron
- Alex Lifeson – gitara, mandolina, buzuki
- Neil Peart – perkusja, instrumenty perkusyjne

## Pozycje na listach
| Lista | Kraj   | Pozycja |
| ----- | ------ | ------- |
| OLiS  | Polska | 41      |